# Inflorescence

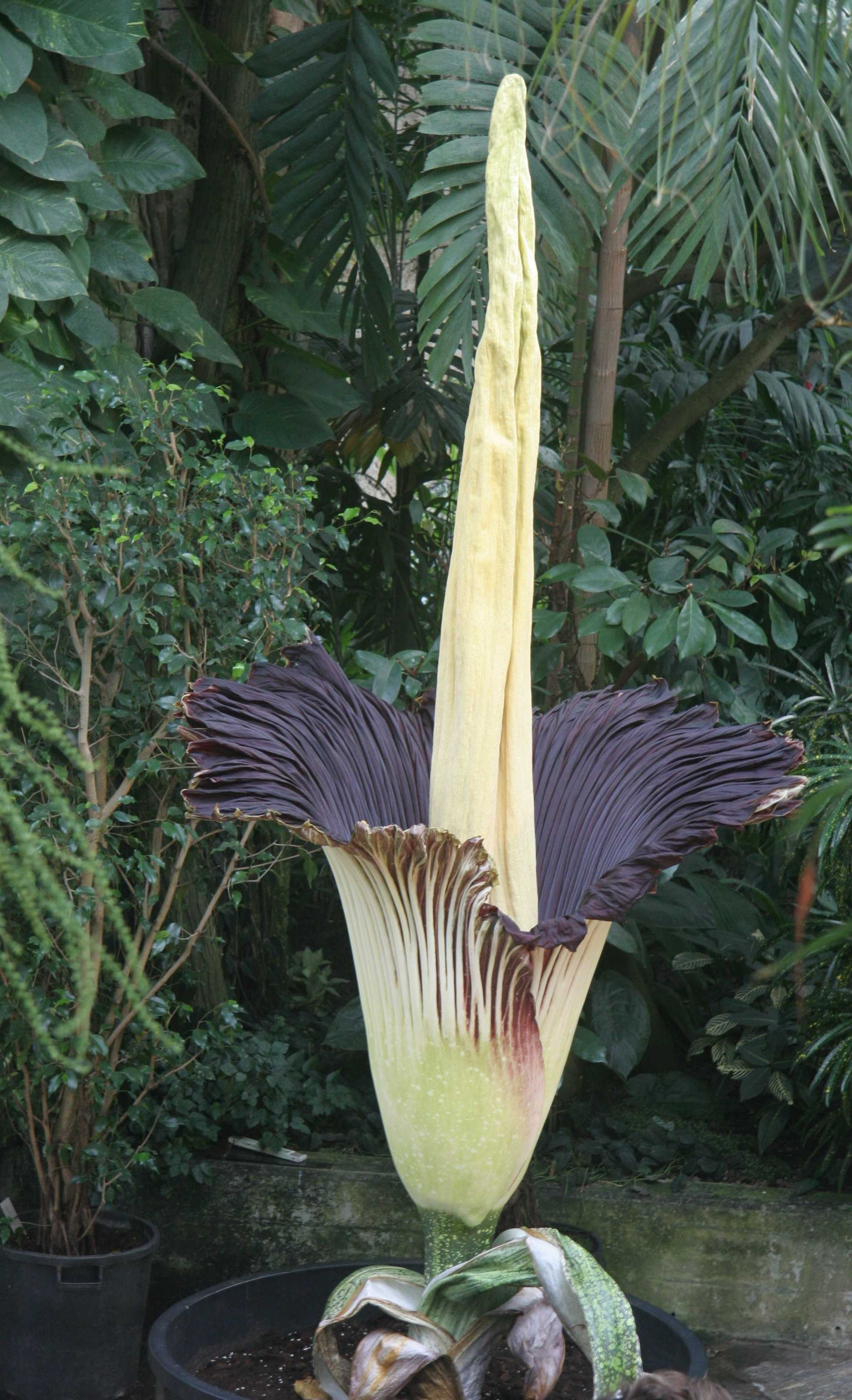
Phallus de titan, avec son spadice, une des inflorescences les plus hautes au monde constituées de fleurs sapromyophiles.

 (janvier 2021).
Si vous disposez d'ouvrages ou d'articles de référence ou si vous connaissez des sites web de qualité traitant du thème abordé ici, merci de compléter l'article en donnant les références utiles à sa vérifiabilité et en les liant à la section « Notes et références ».
L'inflorescence (du latin inflorescere : fleurir) est la disposition des fleurs sur la tige d’une plante à fleurs. Cette disposition, dont le motif s'apparente à une fractale, est souvent caractéristique d’une famille, par exemple le spadice des Aracées, et lui a parfois donné son nom : l'ombelle est l'inflorescence typique des Ombellifères (aujourd'hui Apiacées), le capitule des Composées (aujourd'hui Astéracées).
Dans les inflorescences, les fleurs simples tendent parfois à se spécialiser. C’est le cas notamment dans les capitules dont les fleurs périphériques, portent une ligule qui simule le pétale d’une fleur simple.
On distingue les inflorescences indéfinies et les inflorescences définies, selon que l’axe principal de l’inflorescence est terminé par un bourgeon ou par une fleur.
Il est parfois difficile de distinguer une inflorescence par rapport à un bouquet de fleurs solitaires et dispersées. Dans le cas de l'inflorescence, les fleurs ne sont généralement séparées entre elles par aucune feuille. Une définition rigoureuse de l'inflorescence pourrait donc être la suivante : L'Inflorescence est le mode de groupement des fleurs d'une même plante dans une espèce donnée, les fleurs n'étant généralement séparées entre elles par aucune feuille. Ce mode de groupement permet de caractériser une espèce, souvent un genre et parfois une famille complète.
L'inflorescence est un des moyens d'attraction des pollinisateurs par l'effet de groupe qu'elle procure. Ce rassemblement de fleurs augmente généralement le taux des visites et la diversité des pollinisateurs, car il offre à ceux-ci une mine concentrée de ressources plus visibles et une facilitation de l'atterrissage. De plus, l'inflorescence simule une grande fleur plus prometteuse de récompenses (nectar, pollen).

## Inflorescences simples

### Inflorescences indéfinies (ou monopodiales, ou racémeuses, ou indéterminées)
Dans une inflorescence indéfinie, l’axe principal se termine par un bourgeon et s’allonge, en théorie indéfiniment, en émettant latéralement des fleurs ou des axes secondaires portant des fleurs. Ce sont les fleurs de la base qui s’ouvrent les premières, les autres fleurs s’ouvrent successivement de la base vers le sommet. Le type de l’inflorescence indéfinie est la grappe.
| Forme de l'inflorescence | Description | Illustration | Plante type |
| ------------------------ | --- | ------------ | ----------- |
| Grappe / Racème          | Inflorescence de fleurs pédicellées sur un axe unique. La floraison commence à la base et se poursuit vers l'apex.                                                                      |              |             |
| Épi / Épillet            | Inflorescence de fleurs sessiles (sans pédicelle) sur un axe unique. La floraison commence à la base et se poursuit vers l'apex.                                                        |              |             |
| Chaton                   | Inflorescence souple, de fleurs mâles ou femelles, ne possédant pas de périanthe (sans pétales ni sépales).                                                                             |              |             |
| Corymbe                  | Inflorescence de fleurs se trouvant dans un même plan. Les pédicelles sont disposés le long d'un axe : ceux des fleurs périphériques sont donc plus long que ceux des fleurs centrales. |              |             |
| Ombelle                  | Inflorescence de fleurs se trouvant dans un même plan. Les pédicelles sont insérés sur le même point.                                                                                   |              |             |
| Capitule                 | Inflorescence de fleurs sans pédicelles, regroupées sur un même réceptacle qui porte les bractées.                                                                                      |              |             |
| Spadice                  | Inflorescence en épi, entourée d'une grande bractée protectrice. |              |             |
| Strobile                 | Inflorescence en cône à écailles membraneuses. |              |             |

### Inflorescences définies (ou sympodiales, ou déterminées)
Dans une inflorescence définie, l’axe principal se termine par une fleur, qui fleurit en premier, et sa croissance s’arrête. Les autres fleurs apparaissent successivement vers la périphérie sur des rameaux secondaires, qui peuvent être parfois très courts. Le type de l’inflorescence définie est la cyme. On parle de ramification sympodique.
| Forme de l'inflorescence | Description | Illustration                                          | Plante type |
| ------------------------ | --- | ----------------------------------------------------- | ----------- |
| Cyme multipare           | Cyme composée de plusieurs méristèmes auxiliaires qui entourent l'apex de l'axe floral.                                                                    |                                                       |             |
| Cyme bipare              | Cyme composée de deux méristèmes auxiliaires qui entourent, de part et d'autre, l'apex de l'axe floral.                                                    |                                                       |             |
| Cyme unipare scorpioïde  | Cyme composée d'un méristème auxiliaire toujours disposé du même côté de l'apex de l'axe floral. Traduisible en anglais par "helicoid cyme".               | Vue du dessus : - Fleurs en spirale - Fleurs alignées |             |
| Cyme unipare hélicoïde   | Cyme composée d'un méristème auxiliaire toujours disposé d'un côté, puis de l'autre de l'apex de l'axe floral. Traduisible en anglais par "scorpoid cyme". | Vue du dessus :- Fleurs décalées - Fleurs alignées    |             |
| Glomérule                | Juxtaposition de fleurs sessiles ou à pédoncule court. |                                                       |             |

## Inflorescences composées

Panicule : grappe de grappes.

Lorsque les inflorescences portées par l'axe principal et les axes secondaires sont de même type, on parle d'inflorescence composée, homogène, homomorphe ou homotactique ; dans le cas contraire il s'agit d'inflorescence composée mixte ou hétérotactique.
Tous les types de combinaisons peuvent se rencontrer. Parfois, l’inflorescence composée tend à simuler une fleur simple (voir le cas de l’edelweiss).
- homogènes :
  - Grappe de Grappes (panicule, exemple : millepertuis, jonc, scrofulaire),
  - Epi d'Epillets (exemples : blé, ivraie, vulpin et nombreuses Graminées, groupement de cônes mâles),
  - Corymbe de Corymbes (exemple : sureau noir),
  - Ombelle d'Ombellules (exemple : Ombellifères),
  - Capitule de Capitules (exemple : edelweiss),
  - Cyme de Cymes (exemple : certaines Boraginacées à cymes unipares groupées en une cyme bipare).
- mixtes (ou hétérogènes) :
  - Grappe d'Epillets (panicule, exemples : Fleurs mâles du maïs, avoine et nombreuses Graminées),
  - Grappe d'Ombellules (exemple : lierre),
  - Grappe de Cymes (thyrse, exemples : lilas, marronnier d'Inde, vigne, chénopode),
  - Epi de Cymes (exemples : bananier, salicaire et nombreuses Lamiacées),
  - Epi de glomérules (exemples : sauge, lavande et nombreuses Lamiacées),
  - Corymbe de Capitules (exemples : tanaisie, épervière en ombelle et autres Astéracées Liguliflores),
  - Corymbe de Cymes (exemple : orpin),
  - Ombelle d'Epillets (exemple : groupement de cônes mâles),
  - Glomérule d'Epillets (exemples : digitaire et autres Graminées),
  - Cyme de Glomérules (exemple : luzule multiflore).

## Fleurs solitaires
Les fleurs solitaires sont des fleurs isolées pouvant être de deux types :
- fleur unique sur la même plante (cas rare, exemples : tulipe, parisette, pavot)
- ou fleurs dispersées sur la plante sans être groupées en inflorescence (cas rare également, exemples : pervenche, géranium sanguin, certaines véroniques).

La distinction entre fleurs dispersées et inflorescence est sujette à discussion. Par exemple, pour les fleurs de la Véronique de Perse, les Écoles française et anglo-saxonne les classent en fleurs solitaires alors que l'École allemande les classe en inflorescence de type grappe.

## Termes associés
Pseudanthe désigne une inflorescence de petites fleurs réduites simulant une fleur simple. La fonction reproductrice est assurée par l'ensemble de l'inflorescence.
Euanthe, en opposition au terme précédent, désigne une fleur vraie assurant les fonctions de reproduction par elle-même.